# U Columbae
U Columbae är en kortperiodisk förmörkelsevariabel av Algol-typ i stjärnbilden Duvan.
Stjärnan har en fotografisk magnitud som varierar mellan +10,4 och +11,0 med en period på 1,24617466 dygn.